# Ропуха водяна
Ропуха водяна (Pseudobufo subasper) — єдиний вид земноводних роду несправжніх ропух родини ропухові.

## Опис
Загальна довжина досягає 15 см. Зовні дуже нагадує ропух, але у неї є відмінність — потужні плавальні перетинки між пальцями задніх лап. Шкіра вкрита численними маленькими горбиками та бородавками. Забарвлення спини темно-коричневе або чорне. Черево набагато світліше.

## Спосіб життя
Полюбляє тропічні та субтропічні торф'яні болота. Веде переважно водний спосіб життя. Чудово плаває та пірнає. Живиться водними безхребетними, дрібною рибою.
Самиця відкладає яйця, прикріплюючи до водних рослин. Розвиток личинок відбувається у воді.

## Розповсюдження
Мешкає на Малайському півострові, островах Суматра та Калімантан (Індонезія).